# Tom Horn
Tom Horn, född 21 november 1860 i Memphis, Missouri, död genom hängning 20 november 1903. 

## Uppväxt och liv
När han var sexton år rymde Horn hemifrån och var sedan anställd vid Overland Mail Route. Körde ett spann, vaktade mulor och jobbande på stora rancher i Arizona. I juli 1888 vann han pris vid rodeon i Globe, Arizona. Senare erövrade han världsmästerskapet i att fånga och binda tjurar.
Horn bodde med Apacherna och kom till att känna dem väl. Efter det jobbade han i gruva men när Geronimo lämnade reservatet återvände Horn för att bli spejare. Han arbetade också som mellanhand åt armén i fredsförhandlingarna med indianerna. Han tjänstgjorde som ombud för Pinkertons med specialitet att spåra och arrestera tågrånare. Men sedan han hade låtsats arrestera den ökände banditen Peg Leg tog han avsked från byrån.
Härnäst dök han upp som beskyddare av boskapstjuvar i Hole In The Wall. Antagligen var det snikenhet och maktlystnad som drev honom att ge upp det laglydiga livet för att bli lejd mördare. Tom gillade att bli sedd i sällskap med boskapsbaroner, röka deras cigarrer, dricka deras viner och få dem att respektfullt lyssna till hans historier.  Han var en skicklig mördare och var stolt över sina mord.  I timtal kunde han sitta i ösregn och vänta på att få skjuta den dödande kulan. Det enda han lämnade efter sig på mordplatsen var en liten sten under offrets huvud, hans signatur. När Tom Horn dök upp i Hole In The Wall började man hitta döda män på stigarna eller vid deras ensliga lägereldar.

## Död
Unge Willie Nickell sköts ur ett bakhåll av Horn och fallet förblev olöst tills deputy marshal Joe Lefors tog hand om det. Han blev god vän med Horn, som söp kraftigt, och lockade honom till att skryta över sina mord.  Men Lefors hade gömt några vittnen och en sekreterare som lyssnade och antecknade allt vad Tom Horn sa. 
Tom Horn nekade till allt han hade sagt men juryn dömde honom till döden genom hängning. Han hade mäktiga vänner bland boskapsbaronerna och man slog vad om att han aldrig skulle bli hängd. En flyktplan avslöjades och efter det försökte han fly med en annan fånge men fångades in igen. 
Han tog sanningen om vem som var hans uppdragsgivare med sig i graven.

## Filmer om Tom Horn
Två filmer har gjorts om Tom Horn. I den första, Mr. Horn, gjord för TV 1979, spelas han av David Carradine. Året efter kom Tom Horn med Steve McQueen i titelrollen i sin näst sista film.